# Podskale (Wojkowice Kościelne)
Podskale – część wsi Wojkowice Kościelne w Polsce, położona w województwie śląskim, w powiecie będzińskim, w gminie Siewierz.
W latach 1975–1998 Podskale administracyjnie należało do województwa katowickiego.
Nieopodal Podskala znajduje się ważny dla województwa węzeł drogowy dróg DK1 i DK86, w przyszłości także budowanej drogi ekspresowej S1.